# Anton Pfeffer
Anton Pfeffer (ur. 17 sierpnia 1965 w Lilienfeld) – piłkarz austriacki grający na pozycji środkowego obrońcy.

## Kariera klubowa
Piłkarską karierę rozpoczął w małym amatorskim klubie o nazwie SV Türnitz. W 1985 roku jako 20-latek podjął treningi w Austrii Wiedeń, do której został ściągnięty przez ówczesnego szkoleniowca zespołu, Hermanna Stessla. W austriackiej Bundeslidze zadebiutował w sezonie 1985/1986 i w debiucie zdobył gola, ale nie wystąpił więcej w żadnym ze spotkań. W pierwszych trzech sezonach był rezerwowym dla takich zawodników jak Erich Obermayer, Robert Frind czy Josef Degeorgi i rozegrał zaledwie 11 spotkań, w których zdobył 2 gole. Miał więc mały udział w zdobyciu mistrzostwa Austrii i Puchar Austrii. W 1990 roku znów wygrał Puchar Austrii oraz Superpuchar Austrii (zdobywał go także w kolejnych trzech latach), a rok później po raz drugi w karierze został mistrzem kraju. W 1992 roku sięgnął z Austrią po dublet, a w sezonie 1992/1993 roku po tytuł mistrzowski. W 1994 roku znów został zdobywcą austriackiego pucharu oraz wicemistrzem Austrii. W tym czasie był już kapitanem zespołu. Od sezonu 1994/1995 Austria z Pfefferem w składzie spisywała się dużo słabiej i do końca swojej kariery nie osiągnął większych sukcesów w lidze i pucharze kraju. Piłkarską karierę zakończył po sezonie 1999/2000. Liczył sobie wówczas 35 lat, a w barwach Austrii rozegrał 396 spotkań i zdobył w nich 19 bramek.
12 sierpnia 2001 został tymczasowym trenerem Austrii zastępując dotychczasowego szkoleniowca zespołu, Arie Haana. W Austrii pracował wspólnie z Walterem Hörmannem do 21 grudnia tego samego roku.
| Sezon   | Klub           | Kraj    | Rozgrywki  | Mecze | Bramki |
| ------- | -------------- | ------- | ---------- | ----- | ------ |
| 1985/86 | Austria Wiedeń | Austria | Bundesliga | 1     | 1      |
| 1986/87 | Austria Wiedeń | Austria | Bundesliga | 1     | 0      |
| 1987/88 | Austria Wiedeń | Austria | Bundesliga | 9     | 1      |
| 1988/89 | Austria Wiedeń | Austria | Bundesliga | 22    | 2      |
| 1989/90 | Austria Wiedeń | Austria | Bundesliga | 16    | 1      |
| 1990/91 | Austria Wiedeń | Austria | Bundesliga | 33    | 2      |
| 1991/92 | Austria Wiedeń | Austria | Bundesliga | 32    | 4      |
| 1992/93 | Austria Wiedeń | Austria | Bundesliga | 26    | 2      |
| 1993/94 | Austria Wiedeń | Austria | Bundesliga | 33    | 3      |
| 1994/95 | Austria Wiedeń | Austria | Bundesliga | 35    | 1      |
| 1995/96 | Austria Wiedeń | Austria | Bundesliga | 31    | 1      |
| 1996/97 | Austria Wiedeń | Austria | Bundesliga | 33    | 0      |
| 1997/98 | Austria Wiedeń | Austria | Bundesliga | 30    | 1      |
| 1998/99 | Austria Wiedeń | Austria | Bundesliga | 21    | 0      |
| 1999/00 | Austria Wiedeń | Austria | Bundesliga | 25    | 0      |

## Kariera reprezentacyjna
W reprezentacji Austrii zadebiutował 6 kwietnia 1988 roku w zremisowanym 2:2 spotkaniu z Grecją. W 1990 roku znalazł się w kadrze Austrii na mundial we Włoszech, na którym wystąpił we dwóch grupowych meczach: z Czechosłowacją (0:1) i z USA (2:1). W 1998 roku został powołany przez Herberta Prohaskę do kadry na Mistrzostwa Świata we Francji. Na tym turnieju zagrał we wszystkich trzech spotkaniach: z Kamerunem (1:1), z Chile (1:1) oraz z Włochami (1:2). Ostatni mecz w reprezentacji rozegrał w 1999 roku przeciwko Hiszpanii (0:9). W kadrze narodowej wystąpił 63 razy i zdobył 1 gola.